# Établissements Leroy
Établissements Leroy war ein französischer Hersteller von Automobilen.

## Unternehmensgeschichte
Das Unternehmen aus Levallois-Perret begann 1911 mit der Produktion von Automobilen. Der Markenname lautete Minima. Im gleichen Jahr endete die Produktion bereits wieder.

## Fahrzeuge
Das einzige Modell 6/8 CV war eine Voiturette. Für den Antrieb sorgte ein Einzylindermotor von Zedel. Es ist unklar, ob die Fabrique de Moteurs et de Machines ZL oder die Société des Moteurs et Automobiles Zedel (ZL) gemeint ist.